# 北海道道455号仁木停車場線

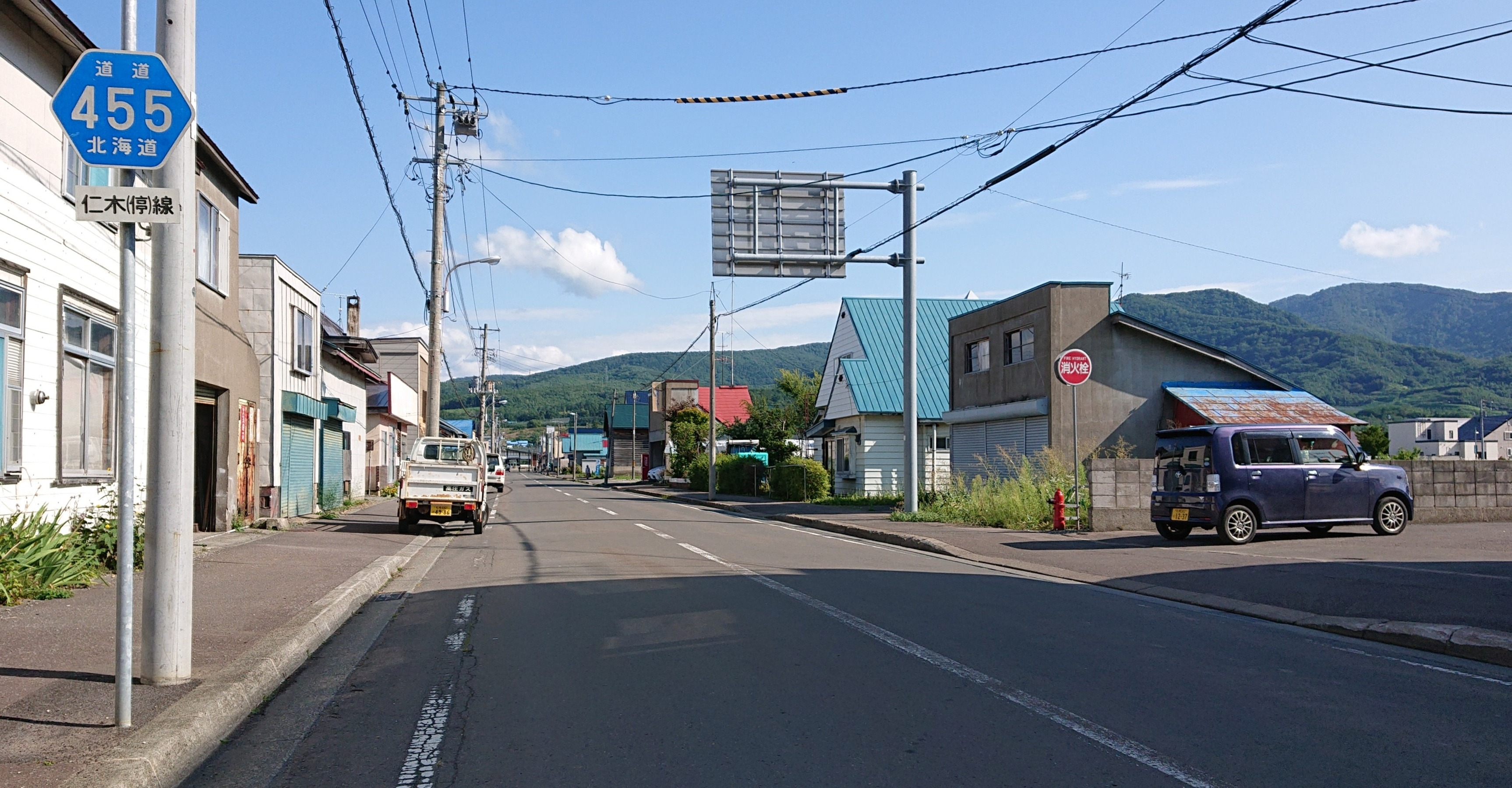
北海道道455号仁木停車場線

北海道道455号仁木停車場線（ほっかいどうどう455ごう にきていしゃじょうせん）は、北海道余市郡仁木町内を結ぶ一般道道（北海道道）である。

## 概要

### 路線データ
- 起点：北海道余市郡仁木町北町（JR北海道 函館本線 仁木駅）
- 終点：北海道余市郡仁木町北町（国道5号交点）
- 総延長：0.402 km
- 実延長：0.394 km
- 重用延長：0.008 km

### 道路管理者
- 後志総合振興局 小樽建設管理部 余市出張所

## 歴史
- 1963年（昭和38年）10月23日 - 路線認定[1]。

## 地理

### 通過する自治体
- 後志総合振興局
  - 余市郡仁木町

### 交差する道路
仁木町
- 国道5号 - 北町（終点）

### 沿線にある施設など
仁木町
- JR北海道 函館本線 仁木駅